# Федоровка (Маріїнський округ)
Фе́доровка (рос. Фёдоровка) — присілок у складі Маріїнського округу Кемеровської області, Росія.

## Населення
Населення — 64 особи (2010; 137 у 2002).
Національний склад (станом на 2002 рік):
- росіяни — 95 %